# استان ماشونالند شرقی
استان ماشونالند شرقی (به لاتین: Mashonaland East Province) یک استان در زیمبابوه است که در شمال شرقی این کشور واقع شده‌است.

## خصوصیات
استان ماشونالند شرقی ۳۲٬۲۳۰ کیلومترمربع مساحت و ۱٬۳۴۴٬۹۵۵ نفر جمعیت دارد.